# Jean-Charles-Edmond Wattel
Jean-Charles-Edmond Wattel, francoski general, * 21. julij 1878, † 22. december 1957.